# Cantigny (Somme)
Cantigny település Franciaországban, Somme megyében. Lakosainak száma 110 fő (2022. január 1.). Cantigny Fontaine-sous-Montdidier, Grivesnes és Villers-Tournelle községekkel határos.

## Népesség
A település népességének változása:
| Lakosok száma | 111  | 114  | 117  | 114  | 112  | 111  | 110  | 110  | 110  |
|               | 2013 | 2015 | 2016 | 2017 | 2018 | 2019 | 2020 | 2021 | 2022 |